# Бред Веренка
Джон Бредлі Веренка (англ. John Bradley Werenka, нар. 12 лютого 1969, Ту-Гіллс, Альберта) — канадський хокеїст, що грав на позиції захисника. Грав за збірну команду Канади. Брав участь у зимових Олімпійських іграх у Ліллегаммері. Після завершення кар'єри гравця короткий період працював асистентом тренера.

## Ігрова кар'єра
Професійну хокейну кар'єру розпочав 1991 року.
1987 року був обраний на драфті НХЛ під 47-м загальним номером командою «Едмонтон Ойлерс».
Протягом професійної клубної ігрової кар'єри, що тривала 10 років, захищав кольори команд «Едмонтон Ойлерс», «Квебек Нордікс», «Піттсбург Пінгвінс», «Калгарі Флеймс» та «Чикаго Блекгокс».
Загалом провів 339 матчів у НХЛ, включаючи 19 ігор плей-оф Кубка Стенлі.
Виступав за збірну Канади.
Став срібним призером зимових Олімпійських ігор у Ліллегаммері.